# Sportrendezvények látogatásától való eltiltás
A sportrendezvények látogatásától való eltiltás a hatályos magyar Büntető Törvénykönyvben a büntetések egyike. 2010-ben a mellékbüntetések átalakításakor a sportrendezvények látogatásától való eltiltás önálló büntetéssé változott [forrás?].
Ez a büntetés  a huliganizmus visszaszorítását hivatott elősegíteni. A bíróság a büntetés kiszabásával a  sportrendezvényen való rész-vétel, az odamenetel illetve az onnan történő távozás során a sportrendezvénnyel összefüggésben elkövetett bűncselekmény miatt tiltja el az elkövetőt legalább 1, legfeljebb 5 évre a további sporteseményektől, illetve  sportrendezvényektől.

## A 2012. évi C. törvényben foglalt hatályos szabályozás
A bíróság az elkövetőt a sportrendezvényen való részvétel, az odamenetel vagy az onnan történő távozás során a sportrendezvénnyel összefüggésben elkövetett bűncselekmény miatt eltilthatja
a) bármelyik sportszövetség versenyrendszerében megrendezésre kerülő sportrendezvény látogatásától, vagy
b) bármelyik sportlétesítménybe való belépéstől, amikor az valamely sportszövetség versenyrendszerében megrendezett sportesemény helyszínéül szolgál.
Az eltiltás legrövidebb tartama 1 év, leghosszabb tartama 5 év.
Az eltiltás tartama az ítélet jogerőre emelkedésével kezdődik. Ha a sportrendezvények látogatásától való eltiltást szabadságvesztés mellett szabják ki, annak tartamába nem számít bele az az idő, amely alatt az elítélt a szabadságvesztést tölti, illetve amíg kivonja magát a szabadságvesztés végrehajtása alól. Ha a feltételes szabadságot nem szüntetik meg, a feltételes szabadságon töltött időt a sportrendezvények látogatásától való eltiltás tartamába be kell számítani.